# Campeonato Africano de Atletismo de 2010 - 100 m feminino
A prova dos 100 metros feminino do Campeonato Africano de Atletismo de 2010 foi disputada entre os dias 28 e 29 de julho de 2010 em Nairóbi,  no Quênia. 

## Recordes
Antes desta competição, os recordes mundiais e do campeonato nesta prova eram os seguintes:
|                       | Nome                     | Nacionalidade  | Tempo  | Local        | Data                 |
| --------------------- | ------------------------ | -------------- | ------ | ------------ | -------------------- |
| Recorde mundial       | Florence Griffith Joyner | Estados Unidos | 10s 49 | Indianápolis | 16 de julho de 1988  |
| Recorde do campeonato | Mary Onyali              | Nigéria        | 11s 05 | Dakar        | 19 de agosto de 1998 |
| Recorde africano      | Glory Alozie             | Nigéria        | 10s 90 | La Laguna    | 5 de junho de 1999   |

Os seguintes recordes foram estabelecidos durante esta competição:
| Data        | Evento | Atleta            | Nacionalidade | Tempo  | Notas                 |
| ----------- | ------ | ----------------- | ------------- | ------ | --------------------- |
| 29 de julho | Final  | Blessing Okagbare | Nigéria       | 11s 03 | Recorde do campeonato |

## Medalhistas
| Ouro                    | Prata                          | Bronze               |
| Blessing Okagbare (NGR) | Perennes Pau Zang Milama (GAB) | Damola Osayemi (NGR) |

## Cronograma
Todos os horários são locais (UTC+3).
| Data        | Hora  | Evento    |
| ----------- | ----- | --------- |
| 28 de julho | 09:20 | Bateria   |
| 28 de julho | 18:15 | Semifinal |
| 29 de julho | 14:30 | Final     |

## Resultados

### Bateria
Qualificação: 3 atletas de cada bateria  (Q) mais os 4 melhores qualificados (q).
| Posição | Bateria | Atleta                   | Nacionalidade             | Tempo | Notas |
| ------- | ------- | ------------------------ | ------------------------- | ----- | ----- |
| 1       | 4       | Agnes Osazuwa            | Nigéria                   | 11.51 | Q     |
| 2       | 3       | Perennes Pau Zang Milama | Gabão                     | 11.56 | Q     |
| 3       | 1       | Blessing Okagbare        | Nigéria                   | 11.56 | Q     |
| 4       | 2       | Damola Osayemi           | Nigéria                   | 11.60 | Q     |
| 5       | 2       | Delphine Atangana        | Camarões                  | 11.73 | Q,    |
| 6       | 4       | Charlotte Mebenga Amombo | Camarões                  | 11.78 | Q     |
| 7       | 1       | Lorène Bazolo            | República do Congo        | 12.01 | Q,    |
| 8       | 1       | Flings Owusu-Agyapong    | Gana                      | 12.04 | Q     |
| 9       | 2       | Mary Jane Vincent        | Ilhas Maurícias           | 12.07 | Q     |
| 10      | 3       | Mariette Mien            | Burquina Fasso            | 12.15 | Q,    |
| 11      | 2       | Phobay Kutu-Akoi         | Libéria                   | 12.16 | q     |
| 12      | 4       | Milcent Ndoro            | Quênia                    | 12.19 | Q,    |
| 13      | 3       | Fanny Appes Ekanga       | Camarões                  | 12.22 | Q     |
| 14      | 2       | Beatrice Gyaman          | Gana                      | 12.29 | q     |
| 15      | 3       | Marie Josée Ta Lou       | Costa do Marfim           | 12.29 | q     |
| 16      | 3       | Yah Koita                | Mali                      | 12.30 | q     |
| 17      | 2       | Maryline Chelagat        | Quênia                    | 12.31 |       |
| 18      | 1       | Stephanie Guillaume      | Ilhas Maurícias           | 12.32 |       |
| 19      | 3       | Mildred Gamba            | Uganda                    | 12.38 |       |
| 20      | 4       | Charlene Adjele          | Benim                     | 12.40 |       |
| 21      | 3       | Alice Khan               | Seicheles                 | 12.43 |       |
| 22      | 4       | Najima George Kalekwa    | Tanzânia                  | 12.55 |       |
| 23      | 1       | Anatercia Quive          | Moçambique                | 12.65 |       |
| 24      | 2       | Leaynet Alemu            | Etiópia                   | 12.70 |       |
| 25      | 4       | Josephine Aleo           | Uganda                    | 12.86 |       |
| 98 !    | 3       | Roseline Indimu Atsabina | Quênia                    | DSQ   |       |
| 99 !    | 1       | Hubtama Ali              | Etiópia                   | DNS   |       |
| 99 !    | 1       | Merlin Bernice Diamond   | Namíbia                   | DNS   |       |
| 99 !    | 1       | Sophie Kanakuze          | Ruanda                    | DNS   |       |
| 99 !    | 2       | Suzen Tengatenga         | Malawi                    | DNS   |       |
| 99 !    | 4       | Hinikissia Ndikert       | Chade                     | DNS   |       |
| 99 !    | 4       | Deborrah Zoumbeti        | República Centro-Africana | DNS   |       |

### Semifinal
Qualificação: 3 atletas de cada bateria  (Q) mais os  2 melhores qualificados (q). 
| Posição | Bateria | Atleta                   | Nacionalidade      | Tempo | Notas |
| ------- | ------- | ------------------------ | ------------------ | ----- | ----- |
| 1       | 1       | Blessing Okagbare        | Nigéria            | 11.16 | Q     |
| 2       | 2       | Damola Osayemi           | Nigéria            | 11.26 | Q     |
| 3       | 2       | Agnes Osazuwa            | Nigéria            | 11.33 | Q,    |
| 4       | 1       | Perennes Pau Zang Milama | Gabão              | 11.37 | Q     |
| 5       | 2       | Delphine Atangana        | Camarões           | 11.54 | Q,    |
| 6       | 1       | Charlotte Mebenga Amombo | Camarões           | 11.81 | Q     |
| 7       | 1       | Mary Jane Vincent        | Ilhas Maurícias    | 11.92 | q,    |
| 8       | 2       | Mariette Mien            | Burquina Fasso     | 11.96 | q,    |
| 9       | 2       | Flings Owusu-Agyapong    | Gana               | 12.00 |       |
| 10      | 1       | Lorène Bazolo            | República do Congo | 12.08 |       |
| 11      | 2       | Phobay Kutu-Akoi         | Libéria            | 12.10 |       |
| 12      | 2       | Fanny Appes Ekanga       | Camarões           | 12.15 |       |
| 13      | 1       | Marie Josée Ta Lou       | Costa do Marfim    | 12.16 |       |
| 14      | 1       | Beatrice Gyaman          | Gana               | 12.20 |       |
| 15      | 2       | Yah Koita                | Mali               | 12.30 |       |
| 16      | 1       | Milcent Ndoro            | Quênia             | 12.38 |       |

### Final
| Posição           | Raia | Atleta                   | Nacionalidade   | Tempo | Notas                 |
| ----------------- | ---- | ------------------------ | --------------- | ----- | --------------------- |
| Medalha de ouro   | 4    | Blessing Okagbare        | Nigéria         | 11.03 | Recorde do campeonato |
| Medalha de prata  | 5    | Perennes Pau Zang Milama | Gabão           | 11.15 | Recorde nacional      |
| Medalha de bronze | 3    | Damola Osayemi           | Nigéria         | 11.22 | Recorde da temporada  |
| 4                 | 6    | Agnes Osazuwa            | Nigéria         | 11.33 | Recorde da temporada  |
| 5                 | 8    | Delphine Atangana        | Camarões        | 11.43 | Recorde pessoal       |
| 6                 | 7    | Charlotte Mebenga Amombo | Camarões        | 11.71 |                       |
| 7                 | 2    | Mary Jane Vincent        | Ilhas Maurícias | 11.78 | Recorde da temporada  |
| 8                 | 1    | Mariette Mien            | Burquina Fasso  | 11.94 |                       |

Legenda
| Recorde mundial       | Recorde mundial (World record)               |                       | Recorde africano                      | Recorde africano (African) |                                           | Q | Classificado por posição (Qualified) |
| Recorde do campeonato | Recorde do campeonato (Championship record)  | Recorde da América    | Recorde da América (Americas)         | q                          | Classificado por melhor tempo (Qualified) |   |                                      |
| Melhor marca do ano   | Melhor marca do ano (World leading)          | Recorde asiático      | Recorde asiático (Asian)              | DNS                        | Não largou (Did not start)                |   |                                      |
| Recorde nacional      | Recorde nacional (National record)           | Recorde europeu       | Recorde europeu (European)            | DNF                        | Não terminou (Did not finish)             |   |                                      |
| Recorde pessoal       | Recorde pessoal do atleta (Personal best)    | Recorde da Oceania    | Recorde da Oceania (Oceania)          | DSQ / DQ                   | Desclassificado (Disqualified)            |   |                                      |
| Recorde da temporada  | Recorde da temporada do atleta (Season best) | Recorde sul-americano | Recorde sul-americano (South America) | NM                         | Sem marca (No mark)                       |   |                                      |